# Đội tuyển bóng chuyền nam quốc gia Sri Lanka
Đội tuyển bóng chuyền nam quốc gia Sri Lanka là đội bóng đại diện cho Sri Lanka tại các cuộc thi tranh giải và trận đấu giao hữu bóng chuyền ở phạm vi quốc tế. Đội tuyển hiện đang xếp vị trí thứ 78 trên bảng xếp hạng của FIVB tính đến thời điểm tháng 7 năm 2017.